# Hijos y amantes
Hijos y amantes (título original en inglés, Sons and Lovers) es una novela del autor inglés D. H. Lawrence, publicada en 1913. La Modern Library la situó 9.ª en su lista de 100 mejores novelas del siglo XX. Mientras que la novela inicialmente tuvo una tibia recepción crítica, junto con alegaciones de obscenidad, actualmente está considerada como una obra maestra por muchos críticos y a menudo se considera el mejor logro de Lawrence.

## Historia e introducción a la trama
Tercera novela publicada de D. H. Lawrence, considerada por muchos su primera gran obra, narra la historia de Paul Morel, un joven e incipiente artista. Richard Aldington explica así la naturaleza semiautobiográfica de esta obra maestra:

Cuando has experimentado "Hijos y amantes" has vivido las agonías del joven Lawrence luchando por liberarse de su antigua vida. Generalmente, no solo se considera como un retrato evocador de la vida de la clase trabajadora en una comunidad minera, pero también un intenso estudio de familia, clase y las primeras relaciones sexuales.

La edición original de 1913 fue intensamente editada por Edward Garnett, quien quitó alrededor de 80 pasajes, aproximadamente una décima parte del texto. La novela está dedicada a Garnett. Garnett, como el asesor literario de la firma editorial Duckworth, fue una importante figura al guiar a Lawrence más lejos en el mundo literario londinense durante los años 1911 y 1912. No fue hasta que se publicó la edición de 1992 de Cambridge University Press cuando se restauró la parte del texto que faltaba.
Lawrence empezó a trabajar en la novela en el período de enfermedad de su madre, y a menudo expresa este sentido de la vida desperdiciada de su madre a través de su protagonista femenina Gertrude Morel. Las cartas que escribió en la época de su desarrollo demuestran claramente la admiración que sentía por su madre —viéndola como una "mujer lista,  irónica, delicadamente moldeada"— y su aparentemente desafortunado matrimonio con su padre minero, un hombre de "temperamento sanguíneo" e inestabilidad. Creía que su madre se había casado por debajo de su clase social. Este conflicto familiar personal experimentado por Lawrence le proporcionó el impulso para la primera mitad de su novela —en la que tanto William, el hermano mayor, como Paul Morel se van enfadando crecientemente con su padre— y la posterior exploración de las relaciones antagónicas de Paul Morel con sus dos amantes, que quedan las dos incesantemente afectadas por su alianza con su madre.
El primer borrador de la novela de Lawrence se ha perdido ahora y nunca se terminó, lo que parece deberse directamente a la enfermedad de su madre. No volvió a la novela durante tres meses, en cuyo punto se titulaba "Paul Morel". El penúltimo borrador de la novela coincidió con un notable cambio en la vida de Lawrence, pues su salud se resintió y renunció a su trabajo docente para pasar un tiempo en Alemania. Este plan nunca fue seguido, sin embargo, pues conoció y se casó con una aristócrata alemana menor, Frieda Weekley, quien era la esposa de un anterior profesor suyo en la Universidad de Nottingham. Según el relato de Frieda de su primer encuentro, ella y Lawrence hablaron sobre Edipo y los efectos de la primera infancia en la vida posterior a los veinte minutos del encuentro.
El tercer borrador de "Paul Morel" se envió a la editorial Heinemann; la respuesta, una reacción bastante violenta, vino del propio William Heinemann. Su reacción capta la sorpresa y novedad de la novela de Lawrence, "la degradación de la madre [tal como se explora en la novela], supuestamente de mejor cuna, es casi inconcebible"; animó a Lawrence a reescribir la novela una vez más. Además de alterar el título al más temático de "Hijos y amantes", la respuesta de Heinemann había vigorizado a Lawrence para defender vehementemente su novela y sus temas como una obra de arte coherente. Para justificar su forma, Lawrence explica, en cartas a Garnett, que es una "gran tragedia" y un "gran libro", uno que refleja la "tragedia de miles de jóvenes en Inglaterra".

## Explicación del título de la novela
Lawrence reescribió la obra cuatro veces hasta quedar satisfecho. Aunque antes de la publicación se llamó normalmente Paul Morel, Lawrence al final lo fijó en Hijos y amantes.  Lo mismo que el nuevo título hace que el trabajo se centre menos en el personaje central, muchos de los añadidos posteriores ampliaron el enfoque de la obra, haciendo así de la obra algo menos autobiográfica. Mientras algunas ediciones de Garnett se referían a la propiedad o al estilo, otras centrarían una vez más el énfasis de nuevo sobre Paul.

## Resumen de la trama

### Parte I
La hija refinada de una "buena y antigua familia burguesa", Gertrude Coppard conoce a un minero en un baile de Navidad y cae en un agitado romance caracterizado por la pasión física. Pero pronto después de su matrimonio con Walter Morel, ella se da cuenta de las dificultades de vivir de su escaso salario en una casa alquilada. La pareja se pelea y se separa y Walter se va al pub todos los días después de trabajar. Gradualmente, los afectos de la señora Morel pasa a sus hijos, empezando por el mayor, William.
De niño, William está tan unido a su madre que no disfruta de la feria sin ella. Conforme él crece, la defiende de la violencia ocasional de su padre. Al final, él abandona su casa de Nottinghamshire en busca de un trabajo en Londres, donde él empieza a alzarse hacia la clase media. Está comprometido, pero detesta la superficialidad de la chica. Él muere y la señora Morel queda con el corazón roto, pero cuando Paul coge la neumonía ella redescubre su amor por su segundo hijo.

### Parte II
Paul, al mismo tiempo, rechaza a su madre, y se siente atraído por ella, y tiene miedo de dejarla pero quiere vivir independiente y necesita experimentar el amor. Gradualmente, cae en una relación con Miriam, una granjera que acude a la iglesia. Los dos dan largos paseos y tienen conversaciones intelectuales sobre libros pero Paul se resiste, en parte debido a que su madre la desprecia. En la granja de la familia de Miriam, Paul conoce a Clara Dawes, una joven con, aparentemente, simpatías feministas que se ha separado de su esposo, Baxter.
Paul deja detrás a Miriam conforme va intimando con Clara, pero ni siquiera ella puede retenerlo y él vuelve a su madre. Cuando su madre muere, él queda solo.
Lawrence resumió la trama en una carta a Edward Garnett de 12 de noviembre de 1912:
Sigue esta idea: una mujer de carácter y refinamiento desciende a la clase baja, y no obtiene satisfacción en su propia vida. Ha sentido pasión por su esposo, de manera que sus hijos nacen de la pasión, y tiene montones de vitalidad. Pero cuando sus hijos crecen ella los toma como amantes — primero al mayor, y luego al segundo. Estos hijos se ven "forzados" a la vida por su amor recíproco de su madre — forzados más y más. Pero cuando llegan a la masculinidad, no pueden amar, porque su madre es el poder más fuerte en sus vidas, y los retiene. Es como Goethe y su madre y Frau von Stein y Christiana —  Tan pronto como los hombres jóvenes entran en contacto con las mujeres, hay una ruptura. William le da su sexo a una frívola, y su madre retiene su alma. Pero la ruptura lo mata, porque él no sabe dónde está. El siguiente hijo consigue una mujer que lucha por su alma — combate a su madre. El hijo ama a su madre — todos los hijos odian y están celosos del padre. La batalla sigue adelante entre la madre y la muchacha, con el hijo como objeto. La madre gradualmente demuestra ser más fuerte, debido a los lazos de sangre. El hijo decide abandonar su alma en manos de su madre, y, como su hermano mayor va a por la pasión. Obtiene la pasión. Luego empieza de nuevo la ruptura. Pero, casi inconscientemente, la madre se da cuenta de lo que ocurre, y empieza a morir. El hijo aleja a su amante, atiende a la madre moribunda. Queda al final desnudo de todo, con la deriva hacia la muerte.

## Crítica y significado literario
En 1999, la Modern Library incluyó Hijos y amantes como el 9.º en su lista de las mejores novelas del siglo XX.
Hijos y amantes parece ser la primera vez que la clase obrera aparece representada en la literatura, ya que D. H. Lawrence procedía de un entorno minero. Pero, por otro lado, su sensibilidad lo alejaba de la clase obrera. "De algún modo vivía entre gente obrera, pero llevaba una vida distinta". En esta novela, "la más normal" de todas las de Lawrence, el escritor simplemente retrató de una forma viva y realista la vida de Nottingham.
Contiene un uso frecuentemente citado de la palabra dialectal inglesa "nesh". La forma de hablar de varios protagonistas está representada en la interpretación escrita de Lawrence del dialecto de Nottinghamshire, que también presenta en varios de sus poemas.

## Adaptaciones al cine, la televisión y teatrales
Hijos y amantes ha sido adaptada a la pantalla varias veces, incluyendo la ganadora de un Premio de la Academia película de 1960, una serie de televisión de la BBC de 1981 y otra en ITV1 en 2003. La serie de 2003 ha sido lanzada en DVD por Acorn Media UK.

## Ediciones estándar
- Sons and Lovers (1913), editada por Helen Baron y Carl Baron, Cambridge University Press, 1992, ISBN 0-521-24276-2
- Paul Morel (1911–12), editada por Helen Baron, Cambridge University Press, 2003, ISBN 0-521-56009-8, una versión manuscrita temprana de "Hijos y amantes"